# أدريانا كوستا
أدريانا كوستا (بالإنجليزية: Adrianna Costa)‏ هي صحفية أمريكية، ولدت في 26 يونيو 1981 في لوس أنجلوس في الولايات المتحدة.

## وصلات خارجية
- أدريانا كوستا على موقع IMDb (الإنجليزية)
- أدريانا كوستا على موقع قاعدة بيانات الفيلم (الإنجليزية)